# Grön barkglansbagge
Grön barkglansbagge (Cyanostolus aeneus) är en skalbaggsart som först beskrevs av Richter 1820.  Grön barkglansbagge ingår i släktet Cyanostolus, och familjen gråbaggar. Enligt den finländska rödlistan är arten sårbar i Finland. Enligt den svenska rödlistan är arten nära hotad i Sverige. Arten förekommer i Götaland, Öland, Svealand och Nedre Norrland samt tillfälligtvis även i Övre Norrland. Artens livsmiljö är naturlundskogar.